# Мелетије Антиохијски
Свети Мелетије (Μελέτιος; умро 381) је био патријарх антиохијски од 360. године до своје смрти. Пред сам крај живота, председавао је Првим цариградским сабором 381.
Сав његов живот посвећен беше борби против Аријеве јереси. Са свог архиепископског престола три пута беше од аријеваца удаљаван и прогоњен у Јерменију. Борба међу православним и аријевцима вођаше се тако огорчено да једанпут, када свети Мелетије у цркви говораше народу о божанској Тројици у јединству, његов сопствени ђакон, јеретик, притрчи владици и затвори му уста шаком. Не могући беседити језиком Мелетије бесеђаше знацима. Наиме, он диже своју руку увис, отвори најпре три прста, и показа народу, по том склопи руку и уздиже један прст. Учествовао на II васељенском сабору где му је цар Теодосије Велики нарочиту почаст указивао. На том сабору свети Мелетије утврди Григорија Богослова на престолу цариградском. Раније пак он беше зађаконио Василија Великог и крстио Јована Златоуста. По свршетку сабора свети Мелетије сконча свој земаљски живот у Цариграду. Његове мошти су пренете у Антиохију.
Српска православна црква слави га 12. фебруара по црквеном, а 25. фебруара по грегоријанском календару.